# チョーキューメイ
チョーキューメイは、日本のバンド。ユニバーサルミュージックアーティスツ合同会社所属。2020年結成。
バンド名は、落語の「寿限無」に由来しており、 寿限無の物語の中にある「長久命の長助」が、「長久」と「長命」を合わせた縁起のいい言葉であることから、バンドが長く続くようチョーキューメイと名付けられた。

## 経歴
ボーカルの麗は、高校卒業後通う予定であった尚美ミュージックカレッジ専門学校に、新型コロナウイルスの影響により通うことができずにいた。麗は自分の音楽を作る場所を求め、バンドメンバーを集め始めた。2020年6月に結成。 同年9月5日に1st Single「教えて」をリリース。9月15日に下北沢Daisy Barで初ライブを行った。
2021年5月19日に1st EP「約束に守られない」を発売。同年秋にベースを担当していたメンバーが脱退し、藤井ごんが新しく加入した。11月3日に2nd EP「いたくないイヤリング」を発売後、バンド初となる全国対バンツアーを行った。
2022年6月1日に1stアルバム「するどいささくれ」を発売し、全国のタワーレコード店員によってタワレコメンに選出された。アルバムに収録されている「貴方の恋人になりたい」は日本のみならずアジアでバイラルヒットを記録し、YouTubeでの公式MVの再生数は5,100万回を超えており、TikTokでの再生回数も10億回を超えている。

## メンバー
- 麗（うらら、2001年12月24日）

本名：スィーヤウォン・麗。
タイ人の父と日本人の母を持つ。
ボーカル、ギター、ヴァイオリンを担当。
神奈川県立藤沢総合高等学校、尚美ミュージックカレッジ専門学校出身。
チョーキューメイのほとんどの曲の作詞と作曲を手掛ける。
学生時代、友人から「歌がうまい」と言われたことがきっかけで軽音楽部に入部し、当初はボーカルのみを担当するつもりだったが、強制的にギターを持たされたため、ギター・ボーカルとしてバンド活動を始める。高校在学中に軽音楽大会で優勝した経験がある。小学1年生から高校1年生までヴァイオリンを習っていた。小学生の頃に聞いていたボーカロイドの楽曲が音楽のルーツであり、作詞はamazarashiに強い影響を受けている。
- れんぴ

キーボード、ピアノを担当。
R&Bやフュージョンに触れながら育つ。
高校在学中は麗の他校の先輩であり、共にバンドを組んだ経験がある。卒業後に知人のライブで再会し、バンド活動を始める。
- 空閑興一郎（くが こういちろう）

ドラムを担当。
佐賀県立西高等学校卒業。
中学・高校時代は吹奏楽部に所属しており、打楽器を学ぶために大学へ進学する。大学では軽音楽部に入部。当時高校生だった麗に誘われて、バンド活動を始める。
- おすず

ベースを担当。
旧メンバーの藤井ごんの脱退後、新メンバーとして2024年9月1日に加入。
旧メンバー
- 藤井ごん（ふじい ごん）

本名：藤井裕豪。
ベースを担当。
神奈川県立藤沢総合高等学校出身。
高校時代に入部していた軽音楽部では、ギター・ボーカルを希望していたものの、ベースに変更される。在学中に麗と共にバンドを組み、軽音楽大会で優勝した経験がある。

## ディスコグラフィ

### シングル
|     | 発売日         | タイトル    | 規格 | 規格品番   | 順位 |
| --- | -------------- | ----------- | ---- | ---------- | ---- |
| 1st | 2020年9月5日   | 教えて      | CD   |            |      |
| 2nd | 2023年12月13日 | promise you | CD   | POCE-92157 |      |

### アルバム
|     | 発売日        | タイトル         | 規格      | 規格品番 | 順位 |
| --- | ------------- | ---------------- | --------- | --- | ---- |
| 1st | 2022年6月1日  | するどいささくれ | CD        | CQM-0002 |      |
| 2st | 2024年6月26日 | 銀河ムチェック   | CD CD+DVD | 【初回限定盤 ミート＆グリート抽選特典付き】DSKU-13201 【通常盤 ミート＆グリート抽選特典付き】DSKU-13202 【初回限定盤】POCE-92162 【通常盤】POCE-12208 |      |

### EP
|     | 発売日        | タイトル             | 規格 | 規格品番 | 順位 |
| --- | ------------- | -------------------- | ---- | -------- | ---- |
| 1st | 2021年5月19日 | 約束に守られない     | CD   |          |      |
| 2nd | 2021年11月3日 | いたくないイヤリング | CD   | CQM-0001 |      |
| 3rd | 2023年1月25日 | LOVEの飽和水蒸気量   | CD   | CQM-0003 |      |

### 配信限定シングル
|      | 発売日         | タイトル                    | 規格 | 規格品番 | 順位 |
| ---- | -------------- | --------------------------- | ---- | -------- | ---- |
| 1st  | 2022年2月3日   | 3月の花嫁                   | DL   |          |      |
| 2nd  | 2022年4月6日   | She side blue               | DL   |          |      |
| 3rd  | 2022年5月18日  | リンカーネーション          | DL   |          |      |
| 4th  | 2022年7月20日  | 心を照らせ！                | DL   |          |      |
| 5th  | 2022年8月24日  | 燃えつきろ君の命/溶けた魔法 | DL   |          |      |
| 6th  | 2022年12月14日 | 十三月の銀河                | DL   |          |      |
| 7th  | 2023年1月16日  | 最終列車で君に会いにゆく    | DL   |          |      |
| 8th  | 2023年7月19日  | PRIDE                       | DL   |          |      |
| 9th  | 2024年1月6日   | snowspring                  | DL   |          |      |
| 10th | 2024年5月24日  | sister                      | DL   |          |      |
| 11th | 2024年10月30日 | シナモン                    | DL   |          |      |
| 12th | 2025年1月22日  | 未恋                        | DL   |          |      |
| 13th | 2025年5月21日  | 指髪                        | DL   |          |      |
| 14th | 2025年7月9日   | Hey! Calling                | DL   |          |      |
| 15th | 2025年8月6日   | 私の王子様                  | DL   |          |      |

### コラボレーション
| 発売日       | タイトル           | アーティスト名                   | 規格 | 規格品番 | 順位 |
| ------------ | ------------------ | -------------------------------- | ---- | -------- | ---- |
| 2024年6月5日 | それはそれとして。 | 麗 (チョーキューメイ) with meiyo | DL   |          |      |

### ミュージックビデオ
Youtubeのチョーキューメイ公式チャンネルで視聴できる。
- 「また、夏になる」は、「湘南市民メディアネットワークチャンネル」で公開。
- 「それはそれとして。」は、麗 (チョーキューメイ) with meiyo名義で、「コカ・コーラ公式Youtubeチャンネル」で公開。

|      | 公開日         | タイトル                 |
| ---- | -------------- | ------------------------ |
| 1st  | 2022年5月25日  | 孵卵                     |
| 2nd  | 2022年5月25日  | 37.2                     |
| 3rd  | 2022年5月25日  | ユウ                     |
| 4th  | 2022年5月25日  | 落下星                   |
| 5th  | 2022年5月25日  | Cold Sleep               |
| 6th  | 2022年5月25日  | 涙と羽根のピアス         |
| 7th  | 2022年5月25日  | 白い坂道をくぐったら     |
| 8th  | 2022年5月25日  | 3月の花嫁                |
| 9th  | 2022年5月25日  | リンカーネーション       |
| 10th | 2022年6月24日  | おやすみパパママ         |
| 11th | 2022年7月28日  | 心を照らせ！             |
| 12th | 2022年8月31日  | 溶けた魔法               |
| 13th | 2022年12月14日 | 十三月の銀河             |
|      | 2023年1月21日  | また、夏になる           |
| 14th | 2023年1月25日  | 最終列車で君に会いにゆく |
| 15th | 2023年2月10日  | 故のLOVE                 |
| 16th | 2023年3月10日  | ただいま                 |
| 17th | 2023年6月2日   | 貴方の恋人になりたい     |
| 18th | 2023年7月29日  | PRIDE                    |
| 19th | 2023年12月20日 | Promise you              |
|      | 2024年5月27日  | それはそれとして。       |
| 20th | 2024年6月26日  | ピクニック               |
| 21st | 2024年7月7日   | 遊泳禁止、天ノ川         |
| 22nd | 2024年7月12日  | sister                   |
| 23rd | 2024年10月30日 | シナモン                 |
| 24th | 2025年1月29日  | 未恋                     |
| 25th | 2025年5月21日  | 指髪                     |
| 26th | 2025年7月9日   | Hey!Calling              |
| 27th | 2025年8月6日   | 私の王子様               |

## タイアップ
| 起用年 | 楽曲                     | タイアップ                                                                                   |
| ------ | ------------------------ | -------------------------------------------------------------------------------------------- |
| 2022年 | 3月の花嫁                | MBSドラマ『あせとせっけん』オープニングテーマ                                                |
| 2022年 | 心を照らせ！             | テレビ大阪『イケメン共よ メシを喰え』エンディングテーマ                                      |
| 2022年 | 最終列車で君に会いにゆく | メ〜テレ『最終列車で始まる恋』主題歌                                                         |
| 2023年 | 故のLOVE                 | テレビ神奈川『関内エビル』2月テーマソング                                                    |
| 2023年 | PRIDE                    | テレビアニメ『悲劇の元凶となる最強外道ラスボス女王は民の為に尽くします。』エンディングテーマ |
| 2023年 | また、夏になる           | 自主制作長編劇映画『リテイク』主題歌                                                         |
| 2024年 | snowspring               | テレビアニメ『ゆびさきと恋々』エンディングテーマ                                             |
| 2024年 | それはそれとして。       | 「綾鷹カフェ」WEB CM楽曲。麗 (チョーキューメイ) with meiyo名義                               |
| 2024年 | sister                   | MBSドラマ『ビジネス婚-好きになったら離婚します-』エンディング主題歌                          |
| 2024年 | ピクニック               | パソナ「淡路島西海岸 バス路島」篇TVCMソング                                                  |
| 2024年 | シナモン                 | 映画『あたしの!』挿入歌                                                                      |
| 2025年 | 未恋                     | 関西テレビ・フジテレビ系ドラマ『未恋〜かくれぼっちたち〜』オープニング曲                     |
| 2025年 | 私の王子様               | マッチングアプリ「with」CMソング                                                             |

## 出演

### テレビ番組
- CDTV ライブ!ライブ!（2024年1月22日、TBS）-「貴方の恋人になりたい」を生歌唱。
- 超音波（2024年7月13日、テレビ東京）-「sister」歌唱。
- ダウ★ツーマン（2024年10月1日・7日・14日・21日、テレビ朝日）-「シナモン」歌唱。
- 音道楽√（2025年2月1日、読売テレビ）-「貴方の恋人になりたい」「未恋」歌唱。